# Costa Brava, Líban
Costa Brava, Líban (àrab: كوستا برافا، لبنان, Kūstā Brāfā, Lubnān) és una pel·lícula dramàtica coproduïda internacionalment del 2021 dirigida per Mounia Akl a partir d'un guió de la mateixa Akl i de Clara Roquet. És protagonitzada per Nadine Labaki, Saleh Bakri, Nadia Charbel, Ceana Restom, Geana Restom, Liliane Chacar Khoury, Yumna Marwan i François Nour. S'ha subtitulat al català.
Es va estrenar al Festival Internacional de Cinema de Venècia el 5 de setembre de 2021. Va ser seleccionada com a entrada libanesa a la millor pel·lícula internacional als 94ns premis Oscar. Aquesta pel·lícula també va ser nominada al premi Nou Talent del Festival de Cinema Asiàtic de Hong Kong de 2021.

## Sinopsi
La família Badri escapa de la contaminació tòxica de Beirut buscant refugi en una casa de muntanya utòpica. El matrimoni, Soraya i Walid viuen amb l'àvia paterna i les seves dues filles, Tala i Rim. La convivència es veu posada a prova quan la instal·lació d'un abocador suposadament ecològic altera la seva harmonia.

## Repartiment
- Nadine Labaki com a Soraya
- Saleh Bakri com a Walid
- Nadia Charbel com a Tala
- Ceana Restom com a Rim
- Geana Restom com a Rim
- Liliane Chacar Khoury
- Yumna Marwan
- François Nour